# 胡景锺
胡景锺（1926年11月11日—2021年11月29日），男，广东番禺人，中国宗教哲学家，曾任复旦大学哲学系系主任、教授，上海宗教学会副会长。